# Comuna Kosteantînivka, Smila
Kosteantînivka (în ucraineană Костянтинівка) este o comună în raionul Smila, regiunea Cerkasî, Ucraina, formată din satele Budkî, Kosteantînivka (reședința) și Ploske.

## Demografie
Componența lingvistică a comunei Kosteantînivka
     Ucraineană (96,62%)
     Rusă (3,23%)
     Alte limbi (0,07%)
Conform recensământului din 2001, majoritatea populației comunei Kosteantînivka era vorbitoare de ucraineană (96,62%), existând în minoritate și vorbitori de rusă (3,23%).